# 来世

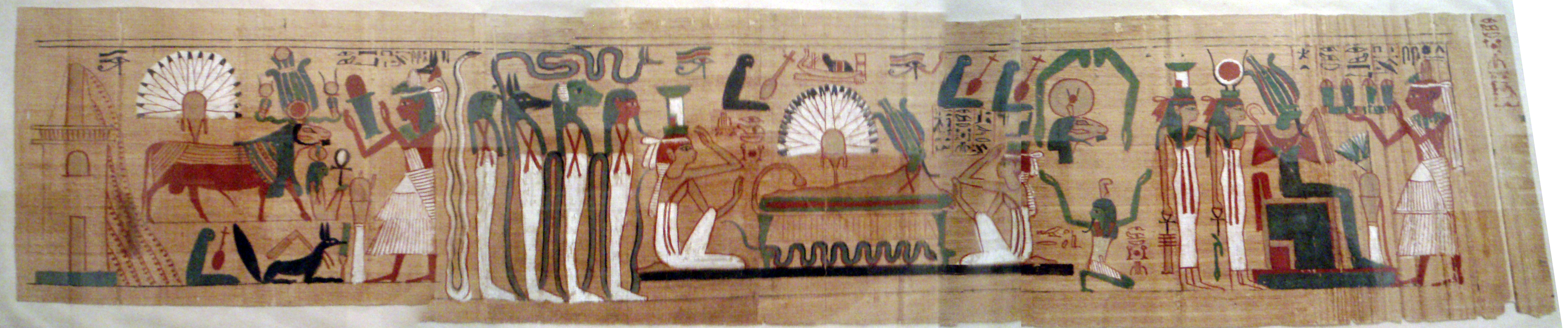
古代エジプトにおける死後の世界が描かれたパピルス

来世（らいせ、らいしょう）あるいは後世（ごせ、ごしょう）は、今世（今回の人生）を終えた後（死後）に、魂が経験する次に来る人生を指す概念（死生観）類義語は翌世(よくせい、よくせ)。
神道においては常世(黄泉)のことを指す。仏教では「三世」のひとつ （「前世、現世、来世」のこと）。

## インドの宗教

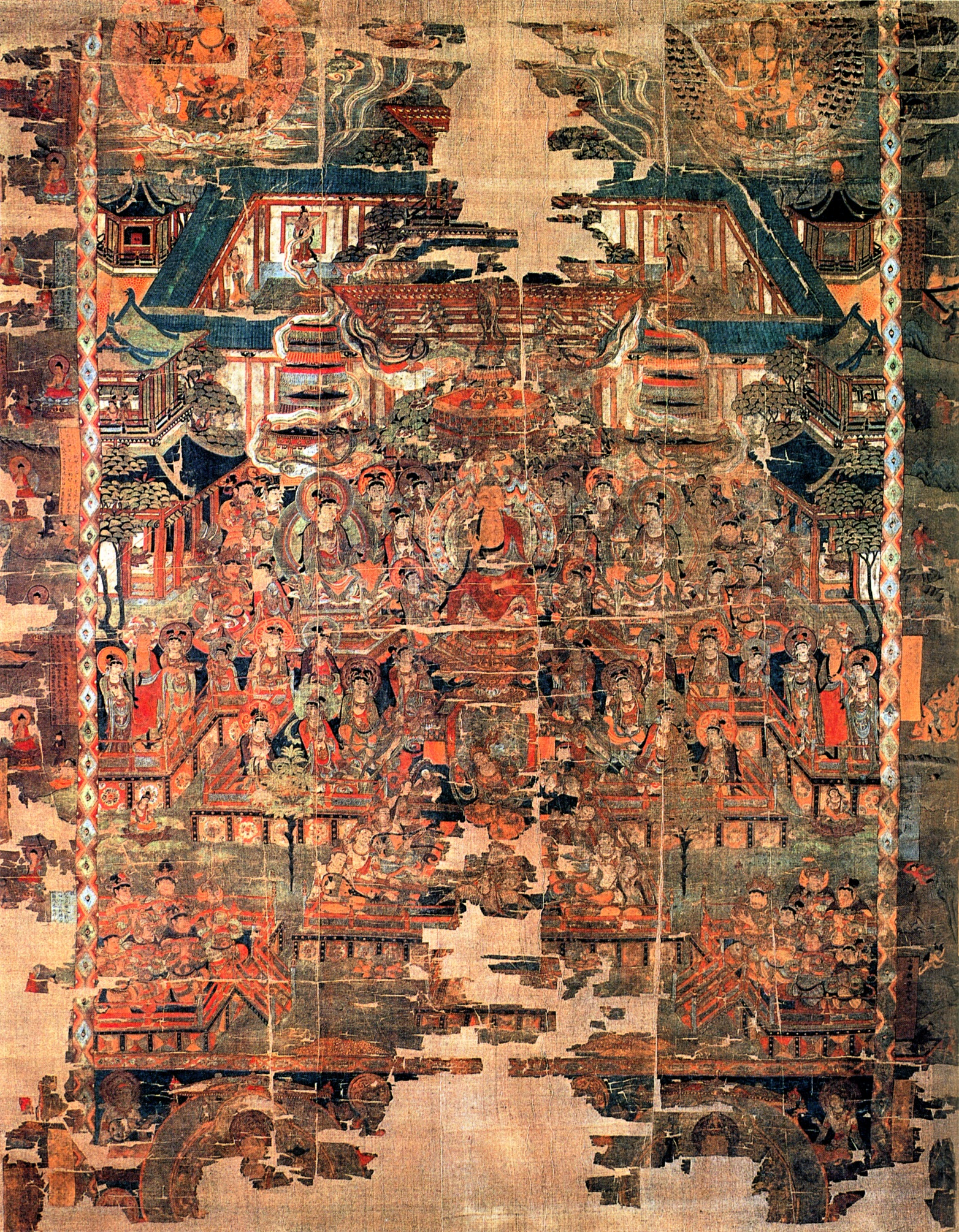
中国・莫高窟（世界遺産）で発見された死後の世界の図

### ヒンドゥー教
ヒンドゥー教では、自我の本質としてアートマンの概念を持つ。ウパニシャッドの時代には梵我一如の考えが説かれた。それは、宇宙の全てを司るブラフマンは不滅のものであり、それとアートマンが同一であるのなら、当然にアートマンも不滅のものであるという考えであった。
これに従うならば、個人の肉体が死を迎えても、自我意識は永遠に存続するということであり、またアートマンが死後に新しい肉体を得るという輪廻の根拠でもあった。

### 仏教
仏教もインド哲学の思想を引き継ぎ、輪廻の立場に立つ。釈迦は「死んだら無になる」として来世を否定した唯物論（順世派）を、悪見、六師外道として位置付け否定している。
下記は転生を前提とした考え方である。現世を中心に考える宗派では、六道を自分の心の状態として捉える。たとえば、心の状態が天道のような状態にあれば天道界に、地獄のような状態であれば地獄界に趣いていると解釈する。その場合の六道は来世の事象ではない。
浄土教では、一切の迷いが無くなる境地に達した魂は浄土に行き、そうでない魂は生前の行いにより六道にそれぞれ行くと説く宗派がある。
日蓮の教えでは、（転生があるにしても）今の自分（小我）に執着するあまり、いたずらに死を恐れ、死後の世界ばかりを意識し期待するより、むしろ自分の小我を越えた正しい事（大我）のために今の自分の生命を精一杯活かし切ることで最高の幸福が得られるのだ、とされている（『一生成仏抄』）。
また真言宗などの密教でも、大我を重要視して即身成仏を説き、天台宗も本覚思想から、｢ここがこの世のお浄土」と捉え、来世について日蓮と同様の捉え方がなされる場合がある。

## 心霊主義
人間の魂は人間にだけ生まれ変わっており、動物には生まれ変わることは無い、とされる。肉体の死後、魂は、一旦霊的な世界に戻り、数年～数百年後に、またこの世の肉体に宿る、とされる。この世は魂にとってのある種の"学校"のようなものであり、魂は転生を多数繰り返し、人間の肉体を通して様々な立場に伴う苦しみ・喜びなどを学び、次第に智慧を得て大きな慈愛にも目覚めると、この世で肉体を持つ必要はなくなり、霊的な階層世界の上層へと登ってゆく（言わば"卒業"する）とされる。

## 「行ったきり」の死後の世界
「今の人生→死後の世界」という一方通行的な世界観。自分が今の自分のまま別の世界に行くという考え方（この考え方は、厳密に言えば「来世」という転生を前提とした項には属さないかも知れない。が、便宜上この項で扱う）。この意味では、「来世」の類義語として、あの世（あのよ）、死後の世界（しごのせかい）が挙げられる。

### 天国と地獄

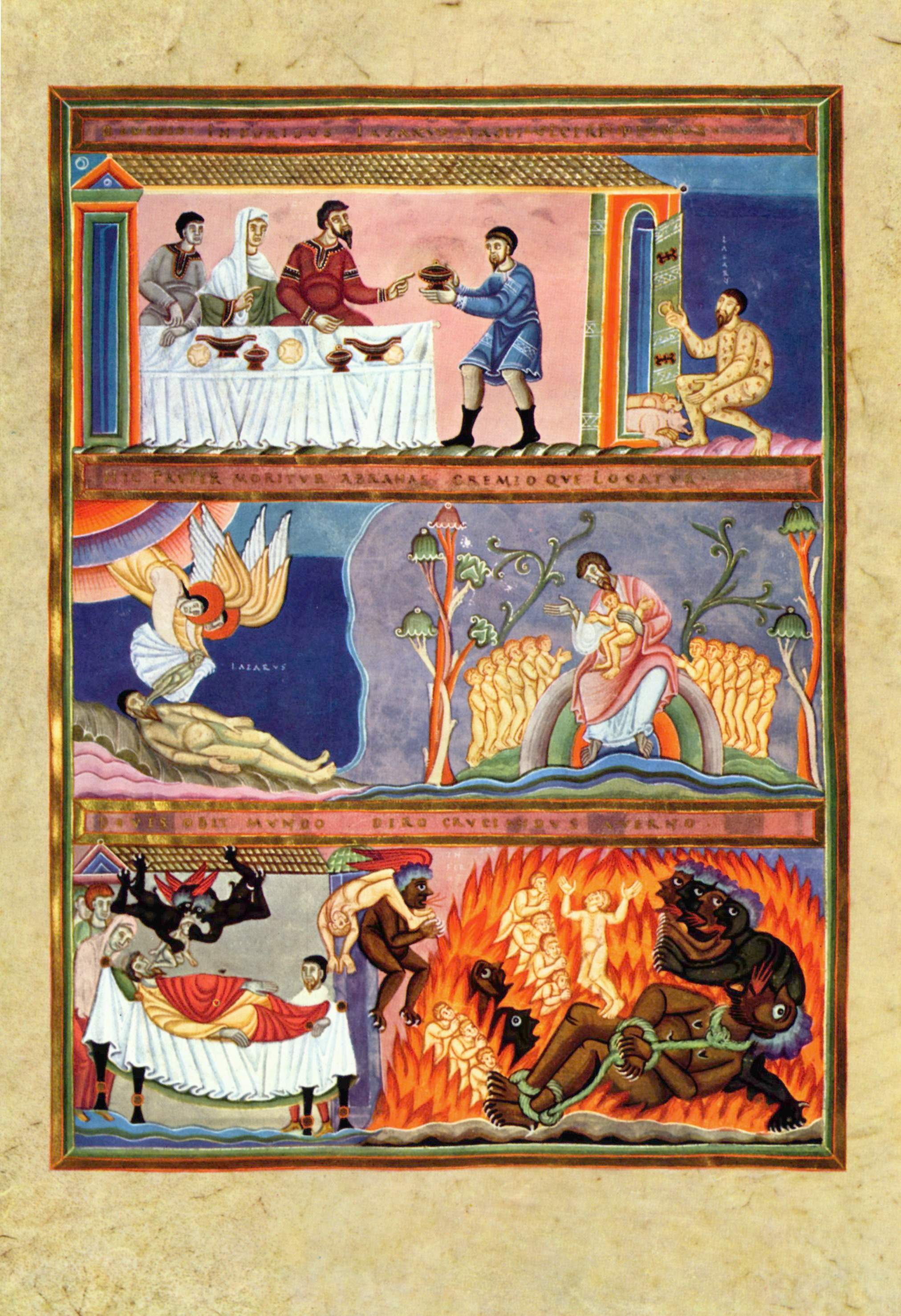
天国と地獄が描かれた、金持ちとラザロ

様々な宗教で「天国」と「地獄」(（あるいは極楽と地獄）があるとする考え方も多い。
この場合、天国は生前に良い行いをして過ごした人が行き、地獄は生前に悪い事をしてきた人が行くとされることが多い。
キリスト教においては、ヨーロッパの中世期ころなどに、(元々のイエスの教えの意図から離れてしまい) 洗礼の有無等によって死後に魂の行く世界が異なる、などと強調されたことがあったが、現代のカトリック教会では、過去の反省も踏まえ、そのようなことに力点を置いた説明は控えられている。

### 古代日本における死後の世界
日本では、古代において、死後に行く世界は、黄泉（よみ）と呼ばれていた。だが、発想の原点がそもそも現世利益重視や小我重視の視点であるため、あの世は「けがれ」の場 ( 否定されるもの、あるいはある種のタブー) としてとらえられる傾向があった。また同様の理由から、黄泉の概念は善悪とは結び付けられることもなく、人間の生き様を高めるためのきっかけとはならなかった。
後に、仏教が流入すると、日本古来の黄泉の観念と、仏教概念の中でも通俗化した"極楽・地獄"の観念とが混交することとなった。

## 日本での通俗
「天国、地獄」という図式を前提とした上で、"地獄には閻魔がいて生前の罪を裁く"とする考え方も民衆の間にはある。これは、インドで生まれ、中国の民衆によって脚色され、後に日本の民衆にも広まった考え方であるが、あくまで通俗的なものであり、本来の仏教の概念ではない。しかしながら例えば天台宗も閻魔などによる死後の裁きなどがあるという「通俗」は支持しており、輪廻転生的な世界観とも矛盾するものではない。